# Перейра, Факундо
Факундо Абель Перейра (исп. Facundo Abel Pereyra; 3 сентября 1987, Сарате, провинция Буэнос-Айрес) — аргентинский футболист, полузащитник аргентинского клуба «Альдосиви».

## Биография
Перейра является воспитанником футбольного клуба «Эстудиантес» из Буэйнос-Айреса. За основной состав, выступающий в Примере B Метрополитана, третьем дивизионе чемпионата Аргентины, он начал играть в 2006 году. В 2009 году Перейру отдали в годичную аренду чилийскому клубу «Палестино», за который в чилийской Примере он сыграл шесть матчей и забил один гол. В 2011 году Перейра вновь отправился в Чили, став игроком «Аудакс Итальяно». За сезон аргентинец забил 15 голов в 34 матчах Примеры и привлёк к себе интерес зарубежных клубов.
В январе 2012 года Перейра перешёл в мексиканский клуб «Сан-Луис», с которым заключил трёхлетний контракт. Он всего полгода отыграл в Мексике, проведя 14 матчей в чемпионате страны и забив в них три гола. Летом 2012 года он отправился в годичную аренду в клуб «Химнасия и Эсгрима» из аргентинской Ла-Платы. Клуб выступал во втором дивизионе Аргентины, но сумел по итогам сезона 2012/2013 занять второе место и получить право выступать в Примере. Перейра внёс в это достижение весомый вклад, отметившись 15 забитыми голами. Летом 2013 «Сан-Луис» был расформирован, и Перейра после завершения соглашения об аренде остался в «Химнасии» уже как полноправный игрок команды. Он помог команде закрепиться в высшем дивизионе и даже получить право выступать в Южноамериканском кубке на будущий год.
В июле 2014 года Перейра перешёл в греческий клуб ПАОК, с которым подписал двухлетний контракт. В чемпионате Греции он дебютировал 24 августа 2014 года в матче первого тура против «Каллони». Аргентинец отметился забитым голом, а в конце матча получил красную карточку.
31 августа 2015 года Перейра перешёл на правах аренды в азербайджанский клуб «Габала», за который выступал до конца 2015 года. За этот период аргентинец сыграл 14 матчей и забил 4 гола в чемпионате Азербайджана. В январе 2016 года Перейра вновь был отдан в аренду, на этот раз в «Расинг» (Авельянеда).
14 июля 2017 года мексиканский футбольный клуб «Некакса» объявил о переходе Факундо Перейры
.